# Rajana
Rajana ist ein weiblicher Vorname und entstammt dem Indischen.
Entstanden ist er aus einer Abwandlung der Namen Rajana (= „die Tochter, die Freude bringt“) und Raja (=„Göttin“). Das J im Namen wird wider Erwarten weich ausgesprochen, und die Betonung liegt auf der 2. Silbe.
Ebenso existiert er auch im kroatischen/serbischen Sprachraum. Entstanden ist er hier aus „rajanstvena/rajstvena/rajana“ (paradiesisch) und bedeutet „die Paradiesische“.